# オクサーナ・ステパニュック
オクサーナ・ステパニュック（ウクライナ語: Оксана Анатоліївна Степанюк, ラテン文字転写: Oksana Stepanyuk, 1977年6月16日）は、ウクライナ出身のオペラ歌手、バンドゥーラ奏者。ウクライナ功労芸術家表彰者。

## 経歴
キーウ州ロキトニャンスキー地区スィニャーワ村の芸術家の家庭で生まれ育った（父：Anatoly Yevheniyovych、母：Olga Mykolayivna）。
ソロ声楽と器楽（バンドゥーラとピアノ）を専攻し、1992年にロキトニャンシカ音楽学校を飛び級で卒業。同年、ヴィクトル・コセンコ記念ジトーミル音楽専門学校へ入学。著名なミコラ・ネチポレンコの元でバンドゥーラ演奏を学び、1996年に優秀な成績で卒業。同年、チャイコフスキー記念ウクライナ国立音楽アカデミーへ入学し、オーケストラ楽科セルギー・バシュタン教授のクラスに所属。1998年からウクライナ国民芸術家のイェフヘニア・ミロシニチェンコ教授の元で並行してソロ声楽を学ぶ。
2001年リムスキー・コルサコフのオペラ「皇帝の花嫁」のマルファ役でデビュー。
2002年、チャイコフスキー記念ウクライナ国立音楽アカデミー声楽科、及び器楽科を首席で卒業。歌劇歌手、ソロ歌唱およびバンドゥーラ教員資格取得。同年、元ローマ法王ヨハネ・パウロ二世に招かれ御前演奏。
2003年8月から国際的なオペラ歌手として活動を始め、初来日して各地でバンドゥーラ演奏を中心にリサイタル開催。2004年、高円宮妃久子殿下殿下宮邸に招かれバンドゥーラの御前演奏。2005年5月、NHKラジオ、テレビ番組に出演。7月ユーシェンコウクライナ大統領(当時)訪日に際し、首相官邸(当時の小泉首相主催)での晩餐会にて歌曲他披露。その後、ウクライナ、ポーランド、ドイツ、フランス、イタリア、チェコ、イラン、日本でコンサート・ツアー実施。日本国内で約700回のソロコンサート開催。
2010年、藤原歌劇団のオーディションを受け、正団員として所属。2017年から日本オペラ協会所属。
2011年8月、「ウクライナ独立20周年記念ウクライナ国家賞の授与について」というウクライナ大統領令により、舞台芸術活動の功績を称えられ、ウクライナ名誉芸術家勲章受章。
2018年1月、松本市で歌劇「夕鶴」に「つう役」で出演。

## 芸術活動
レパートリーは、ウクライナの作曲家をはじめ、1000以上の世界的に有名な作曲家による作品で構成されている。
プラトン・マイボロダ、ミコラ・リセンコ、イゴール・シャモ、アナトリー・コス・アナトルスキー、ピョートル・チャイコフスキー、ラフマニノフ、モーツァルト、ヴェルディ、バッハ、ベートーベン、シューベルト、ショパン、シュトラウス、ロッシーニ、プッチーニ、ドニゼッティなど。
ウクライナ語の他、英語、フランス語、ドイツ語、イタリア語、スペイン語、ポルトガル語、日本語、チェコ語、ポーランド語で演奏している。
NHKラジオ、テレビ番組に出演。東京芸術劇場、紀尾井ホール、王子ホール、東京文化会館、文化村オーチャード・ホール、日生劇場などでバンドゥーラ演奏、オペラ、ソロ、デュオ・コンサート開催。東京交響楽団、日本フィルハーモニー交響楽団、東京ユニバーサル・フィルハーモニー管弦楽団など、日本の代表的なオーケストラと共演。
オペラ出演
- 鎌倉オペラ、ヴェルディ「椿姫」ヴィオレッタ役
- 鎌倉オペラ、ヴェルディ 「リゴレット」ジルダ役
- 藤原歌劇団公演、ヴェルディ「仮面舞踏会」オスカル役
- ジ・インペリアル・オペラ（藤原歌劇団）公演「カルメン」ミカエラ役
- 藤原歌劇団公演、プッチー二「ラ・ ボエーム」ムゼッタ役
- リムスキー＝コルサコフ「皇帝の花嫁」マルファ役
- ドニゼッティ「愛の妙薬」アディーナ役
- ドニゼッティ「ランメルモールのルチア」ルチア役
- モーツァルト「魔笛」夜の女王役
- ベッリーニ「カプレーティ家とモンテッキ家」ジュリエット役

オラトリオとカンタータ
- カール・オルフ「カルミナ・ブラーナ」
- モーツァルト「レクイエム」
- ヘンデル「メサイア」
- バッハ「マタイ受難曲」
- ベートーヴェン「交響曲第9番」
- モーツァルト「大ミサ曲　ハ短調 K. 427」
- バッハ「クリスマス・オラトリオ」

## 慈善活動
東日本大震災後、2011年に自然災害に遭った子どもたちの支援プロジェクトを立ち上げ、現在も継続している。
その他、福島支援のコンサートや、スリランカ、カンボジア、フィリピン、ウクライナなどで多数のチャリティコンサートを開催している。
ウクライナの現代文化人や社会活動家の参画により始動したカテリナ・ポトローワの写真プロジェクト「大公国時代の名女たち」に参加。
キエフ・ルーシ大公国時代の王女のイメージを再現し、王女たちが当時身に付けていた衣装や装飾品および生活様式に焦点を当てたフォトセッション実施。
2019年 7月、アジア連合の親善広報大使賞受賞。これを機に、世界中の国々で善と平和に貢献するプロジェクトに参画している。
京都市とキーウ市の友好関係強化への多大な貢献を称えて京都市長から特別賞受賞。

## 日本でのキャリア
- 2013年–仮面舞踏会のヴェルディの『仮面舞踏会』でオスカルとしてアジアデビュー
- 2014年–ビゼーのオペラ『カルメン』でミカエラとしてデビュー
- 2015年–ヴェルディのオペラ『仮面舞踏会』でオスカルを上演
- 2016年–ヴェルディのオペラ『椿姫』で ヴィオレッタ・ヴァレリーとしてデビュー
- 2016年–ヴェルディの オペラ『リゴレット』でジルダとしてデビュー
- 2017年–日本オペラ協会藤原歌劇団に所属。
- 2018年–ドラマ「羽生結弦」で女優としてデビュー
- 2018年–マスカーニの カヴァレリア・ルスティカーナでローラとして出演。
- 2020年–東京芸術劇場で行われたヴェルディのオペラ「椿姫」でヴィオレッタ・ヴァレリーとして出演。
- 2021年–プッチーニの『ラボエーム』でムゼッタとして出演。

## ディスコグラフィ―
- 2003年　「ウクライナのナイチンゲール」
- 2006年　「平和」
- 2011年　「愛をつむいで　オクサーナ・ステパニュック、日本の調べを唄う」[20]
- 2013年　「オクサーナ・ステパニュック　アヴェ・マリア」[21]
- 2013年　「オクサーナ・ステパニュック　アダージョ」[22]
- 2014年　「オクサーナ・ステパニュック　マイ・ドリーム」[23]

## 受賞歴
- 1992年 ウクライナ・キエフ若い才能コンクール優勝
- 1998年 ウクライナ民族楽器コンクール優勝
- 1999年 ウクライナ・新しい名前コンクール優勝
- 2001年 国際フェスタ・コンクールで一等賞と三等賞受賞
- 2002年 イタリア・世界音楽コンクール優勝
- 2006年 東京ラテン音楽コンクール優勝
- 2009年 第42回若いミュージシャン・コンクール優勝（東京）
- 2009年 第6回ブルクハルト国際音楽コンクール最高位獲得（東京）
- 2010年 第12回「万里の長城杯」国際音楽コンクール優勝（東京）
- 2011年 第22回東京オーディション一等賞獲得（東京）
- 2011年 ウクライナ功労芸術家表彰者
- 2011年 第5回横浜国際音楽コンクール優勝
- 2013年 第11回チェコ音楽コンクール一等賞獲得（東京）
- 2014年 第3回FUGA国際音楽コンクール 金賞・グランプリ受賞（東京）
- 2017年 ミコラ・ネチポレンコ記念「コブザールの輝かしい伝統芸術継承者」賞受賞（ジトーミル、ウクライナ）
- 2019年 第2回マルゲリータ・グリエルミ声楽コンクール 一般歌手部門第2位